# مونتانيو (أين)
مونتانيو (بالفرنسية: Montagnieu)‏ هي بلدية فرنسية تقع في إقليم الأين في فرنسا. رمز إنسي لها هو:1255. أما الرمز البريدي لها فهو: 1470.